# 卡拉泰湖
56°07′11″N 29°59′32″E / 56.1197°N 29.9922°E
卡拉泰湖（俄语：Каратай），是俄羅斯的湖泊，位於該國西北部，由普斯科夫州負責管轄，處於涅韋爾區，面積5.5平方公里，集水區面積169平方公里，平均水深2.5米，最大水深3.5米。